# Simon Tatham
Simon Tatham (Cambridge, 3 de mayo de 1977) es un programador inglés, conocido principalmente por crear y mantener el aplicativo PuTTY. También es el autor original de Netwide Assembler junto con Julian Hall, y mantiene una colección de pequeños programas de computadora que ejecutan juegos tipo puzle de un solo jugador, los cuales, como PuTTY, están licenciados bajo la Licencia MIT. Dichos juegos tienen versiones descargables para ordenadores Windows, Unix y MacOS, e incluso para dispositivos móviles.
Realizó sus estudios en la Universidad de Cambridge, y en la actualidad está empleado en la compañía ARM Holdings.
Desarrolló la primera versión de PuTTY hacia 1998; originalmente recibió el nombre de STel, y la idea inicial de Simon con su creación era dar origen a un emulador del estilo de Telnet.